# Nable

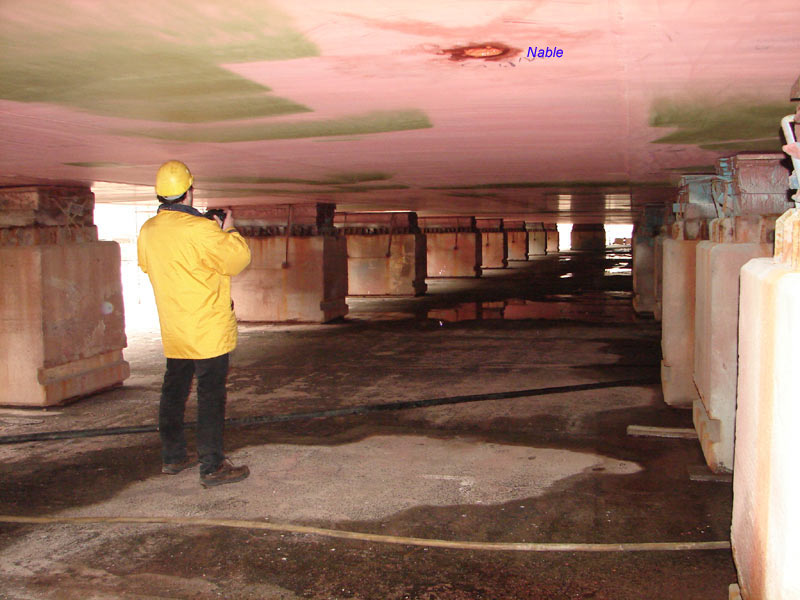
Vue sous la coque du pétrolier/chimiquier Chassiron en cale sèche ; un nable est visible

Dans le domaine maritime un nable est : 
- soit un bouchon vissé sous la coque d'un navire le plus bas possible pour permettre la vidange des eaux en cale sèche ou à l'échouage,
- soit une ouverture dans les ponts pour le passage des lances à incendies.

## Description détaillée
Le terme vient du néerlandais nage signifiant cheville. Il désigne deux orifices sur un navire.

### Vidange gravitaire des eaux en cale sèche
Un nable est un orifice en fond de coque situé le plus bas possible, constitué d'une pièce de cuivre taraudée rapportée sous la coque d'un navire, et son bouchon en cuivre court vissé, appelé tapon du nable. Lorsque le nable est constitué de pièces de bois associées à un chiffon pour l'étanchéité, on parle de pellardeau.
Il est utilisé lors des passages en forme de radoub pour laisser s'écouler par gravité l'eau de mer ou autre contenu des ballasts,. Ces bouchons une fois vissés ne dépassent pas de la coque afin d'éviter des turbulences, le creux généré est cimenté. Le démontage ainsi que la remise en place des nables étant donné leur caractère important ne doit être effectué qu'en présence d'un représentant du chantier naval et d'un officier du navire. On appelle également nable le même bouchon sur la coque d'une petite embarcation, et utilisé pour sa vidange à sec, dans ce cas le nable se visse fréquemment de l'intérieur du bateau. Dans le cas d'un dériveur léger de sport, les nables sont fréquemment deux balles de caoutchouc d'un diamètre supérieur aux trous et maintenues en position à l'extérieur par un tendeur.

### Passage des lances à incendie entre les ponts
Ouverture pratiquée dans les ponts de navires marchands pour permettre le passage de lances à incendie montées sur rotules et coudées pour attaquer le feu en des points difficilement accessibles.

## Historique
Hésiode fait déjà mention du nable dans son poème Les Travaux et les Jours.